# Rouvres (Seine-et-Marne)
Pour les articles homonymes, voir Rouvres.
Rouvres est une commune française située dans le département de Seine-et-Marne, en région Île-de-France.
Elle est membre de la communauté d'agglomération de Roissy-Pays de France depuis le 1er janvier 2016, dont le siège se situe à Roissy-en-France (95).

### Localisation

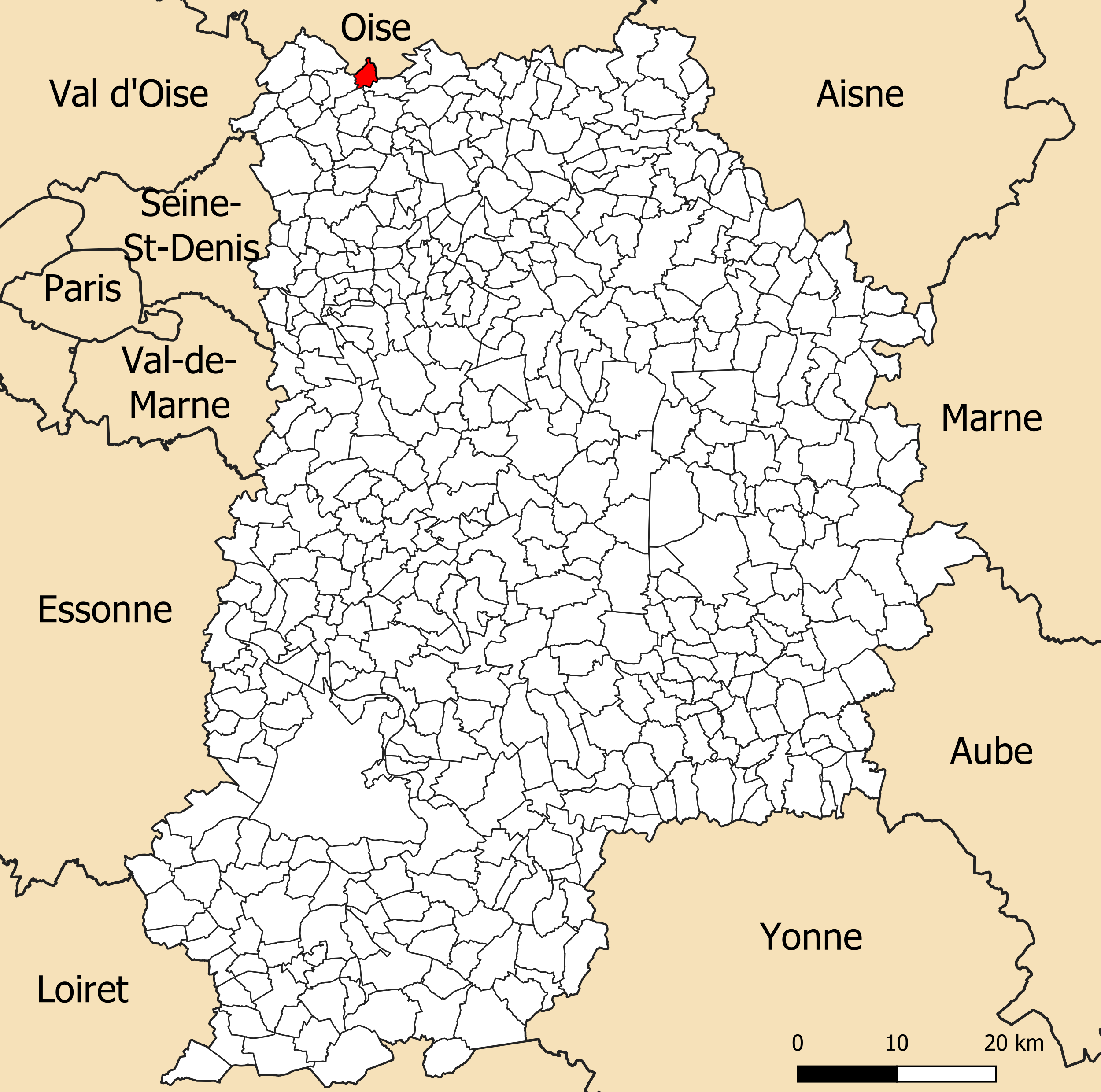
Localisation de la commune de Rouvres dans le département de Seine-et-Marne.

## Géographie

### Communes limitrophes
La commune est limitrophe de Dammartin-en-Goële et Saint-Mard, à proximimité de l'aéroport de Roissy-Charles de Gaulle.
| Ève (Oise)         |            | Lagny-le-Sec (Oise) |
|                    | Rouvres    |                     |
| Dammartin-en-Goële | Saint-Mard | Marchémoret         |

### Hydrographie

#### Réseau hydrographique
Le réseau hydrographique de la commune se compose de deux cours d'eau référencés :
- la Launette, longue de 16,04 km[1], affluent de la Nonette en rive gauche ;
  - le ru du Vivien, 3,60 km[2], affluent de la Launette.

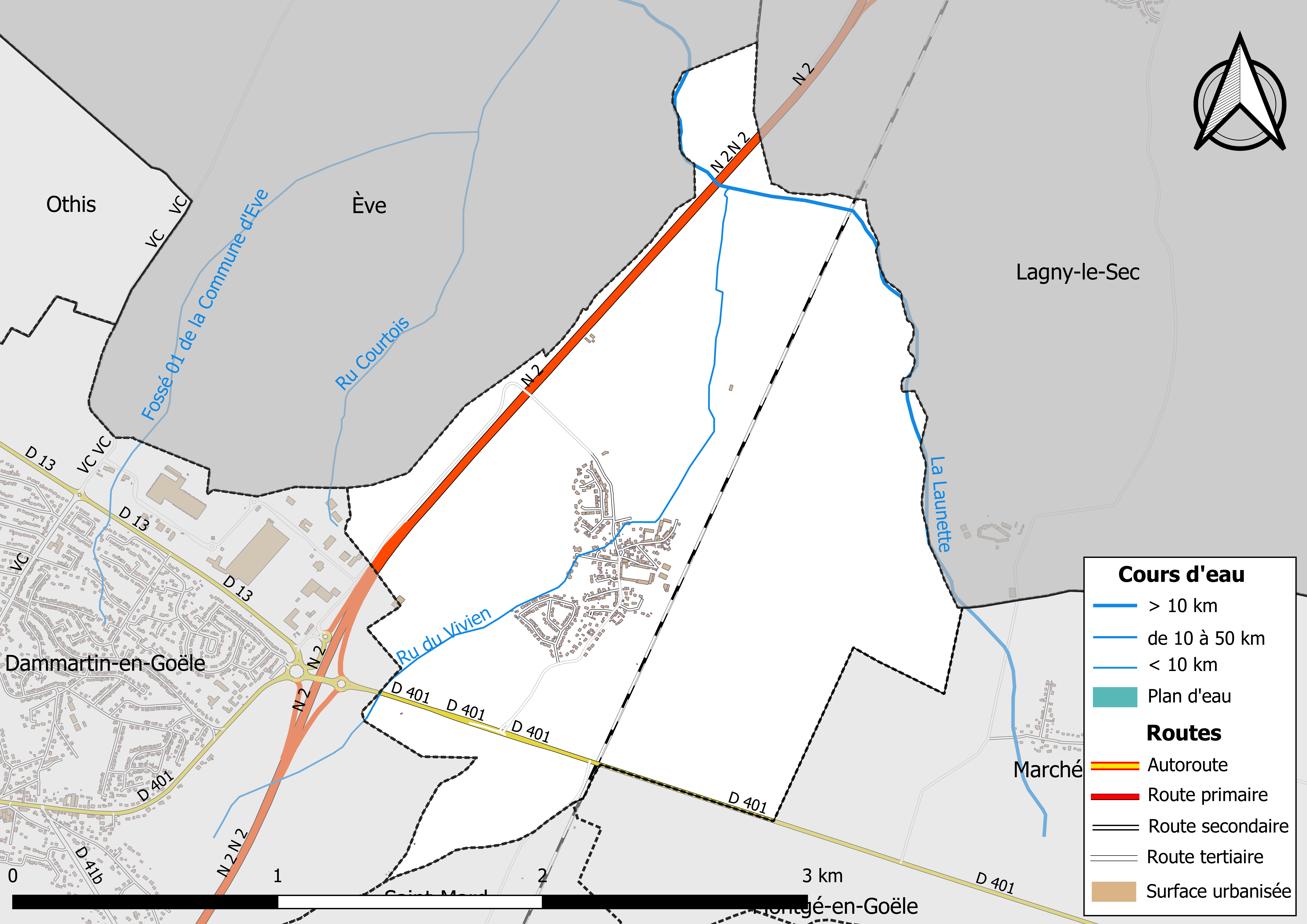
Carte des réseaux hydrographique et routier de Rouvres.

La longueur totale des cours d'eau sur la commune est de 3,97 km.

#### Gestion des cours d'eau
Afin d’atteindre le bon état des eaux imposé par la Directive-cadre sur l'eau du 23 octobre 2000, plusieurs outils de gestion intégrée s’articulent à différentes échelles : le SDAGE, à l’échelle du bassin hydrographique, et le SAGE, à l’échelle locale. Ce dernier fixe les objectifs généraux d’utilisation, de mise en valeur et de protection quantitative et qualitative des ressources en eau superficielle et souterraine. Le département de Seine-et-Marne est couvert par six SAGE, au sein du bassin Seine-Normandie.
La commune fait partie du SAGE « Nonette », approuvé le 28 juin 2006. Le territoire de ce SAGE concerne le bassin versant de la Nonette et de ses deux principaux affluents, la Launette et l’Aunette. Il inclut totalement ou partiellement 53 communes, dont 47 sur le département de l’Oise et 6 sur celui de le département de Seine-et-Marne, pour une superficie de 413 km2. Le pilotage et l’animation du SAGE sont assurés par le syndicat Interdépartemental du SAGE de la Nonette, qualifié de « structure porteuse », un syndicat créé en 1968.

### Géologie et relief
L'altitude de la commune varie de 98 mètres à 146 mètres pour le point le plus haut, le centre du bourg se situant à environ 104 mètres d'altitude (mairie). Elle est classée en zone de sismicité 1, correspondant à une sismicité très faible.

### Climat
Pour des articles plus généraux, voir Climat de l'Île-de-France et Climat de Seine-et-Marne.
En 2010, le climat de la commune est de type climat océanique dégradé des plaines du Centre et du Nord, selon une étude du CNRS s'appuyant sur une série de données couvrant la période 1971-2000. En 2020, Météo-France publie une typologie des climats de la France métropolitaine dans laquelle la commune est exposée à un climat océanique altéré et est dans la région climatique Nord-est du bassin Parisien, caractérisée par un ensoleillement médiocre, une pluviométrie moyenne régulièrement répartie au cours de l’année et un hiver froid (3 °C).
Pour la période 1971-2000, la température annuelle moyenne est de 11 °C, avec une amplitude thermique annuelle de 15,1 °C. Le cumul annuel moyen de précipitations est de 720 mm, avec 10,9 jours de précipitations en janvier et 8,2 jours en juillet. Pour la période 1991-2020, la température moyenne annuelle observée sur la station météorologique la plus proche, située sur la commune du Plessis-Belleville à 5 km à vol d'oiseau, est de 11,4 °C et le cumul annuel moyen de précipitations est de 661,7 mm,. Pour l'avenir, les paramètres climatiques de la commune estimés pour 2050 selon différents scénarios d'émission de gaz à effet de serre sont consultables sur un site dédié publié par Météo-France en novembre 2022.
| Mois                                  | jan.           | fév.           | mars           | avril         | mai           | juin          | jui.          | août          | sep.          | oct.          | nov.          | déc.          | année      |
| ------------------------------------- | -------------- | -------------- | -------------- | ------------- | ------------- | ------------- | ------------- | ------------- | ------------- | ------------- | ------------- | ------------- | ---------- |
| Température minimale moyenne (°C)     | 1,6            | 1,9            | 3              | 5,3           | 8,4           | 11,5          | 13,1          | 12,9          | 10,3          | 8,2           | 4,9           | 2,2           | 6,9        |
| Température moyenne (°C)              | 4              | 5              | 7,3            | 10,8          | 13,7          | 17,3          | 19,5          | 18,9          | 15,9          | 12,2          | 7,8           | 4,6           | 11,4       |
| Température maximale moyenne (°C)     | 6,4            | 8              | 11,5           | 16,4          | 19            | 23            | 25,8          | 24,9          | 21,5          | 16,2          | 10,6          | 7             | 15,9       |
| Record de froid (°C) date du record   | −14,1 10.01.09 | −11,9 07.02.12 | −11,2 13.03.13 | −3,9 07.04.21 | −0,7 06.05.19 | 2,9 01.06.06  | 3,8 31.07.15  | 5,1 26.08.18  | −0,3 30.09.18 | −5,7 28.10.03 | −5,7 30.11.10 | −8,7 19.12.09 | −14,1 2009 |
| Record de chaleur (°C) date du record | 15,5 09.01.15  | 19,4 27.02.19  | 23,8 31.03.21  | 29,1 20.04.18 | 31,4 27.05.17 | 35,5 18.06.22 | 42,2 25.07.19 | 40,1 06.08.03 | 34,9 09.09.23 | 28,3 01.10.11 | 21,7 08.11.15 | 16,6 17.12.15 | 42,2 2019  |
| Précipitations (mm)                   | 56,2           | 49,8           | 48,8           | 36,2          | 74,2          | 63,4          | 53,2          | 60,3          | 46            | 53,5          | 52,6          | 67,5          | 661,7      |

### Milieux naturels et biodiversité
Aucun espace naturel présentant un intérêt patrimonial n'est recensé sur la commune dans l'inventaire national du patrimoine naturel,,.

## Urbanisme

### Typologie
Au 1er janvier 2024, Rouvres est catégorisée ceinture urbaine, selon la nouvelle grille communale de densité à sept niveaux définie par l'Insee en 2022.
Elle est située hors unité urbaine. Par ailleurs la commune fait partie de l'aire d'attraction de Paris, dont elle est une commune de la couronne,. Cette aire regroupe 1 929 communes,.

### Lieux-dits et écarts
La commune compte 27 lieux-dits administratifs répertoriés consultables ici (source : le fichier Fantoir).

### Occupation des sols
L'occupation des sols de la commune, telle qu'elle ressort de la base de données européenne d’occupation biophysique des sols Corine Land Cover (CLC), est marquée par l'importance des territoires agricoles (88,6 % en 2018), en diminution par rapport à 1990 (90,6 %). La répartition détaillée en 2018 est la suivante : 
terres arables (86,3% ), zones urbanisées (8,2% ), forêts (2,4% ), zones agricoles hétérogènes (1,7% ), zones industrielles ou commerciales et réseaux de communication (0,8% ), prairies (0,6 %).
Parallèlement, L'Institut Paris Région, agence d'urbanisme de la région Île-de-France, a mis en place un inventaire numérique de l'occupation du sol de l'Île-de-France, dénommé le MOS (Mode d'occupation du sol), actualisé régulièrement depuis sa première édition en 1982. Réalisé à partir de photos aériennes, le Mos distingue les espaces naturels, agricoles et forestiers mais aussi les espaces urbains (habitat, infrastructures, équipements, activités économiques, etc.) selon une classification pouvant aller jusqu'à 81 postes, différente de celle de Corine Land Cover,,. L'Institut met également à disposition des outils permettant de visualiser par photo aérienne l'évolution de l'occupation des sols de la commune entre 1949 et 2018.

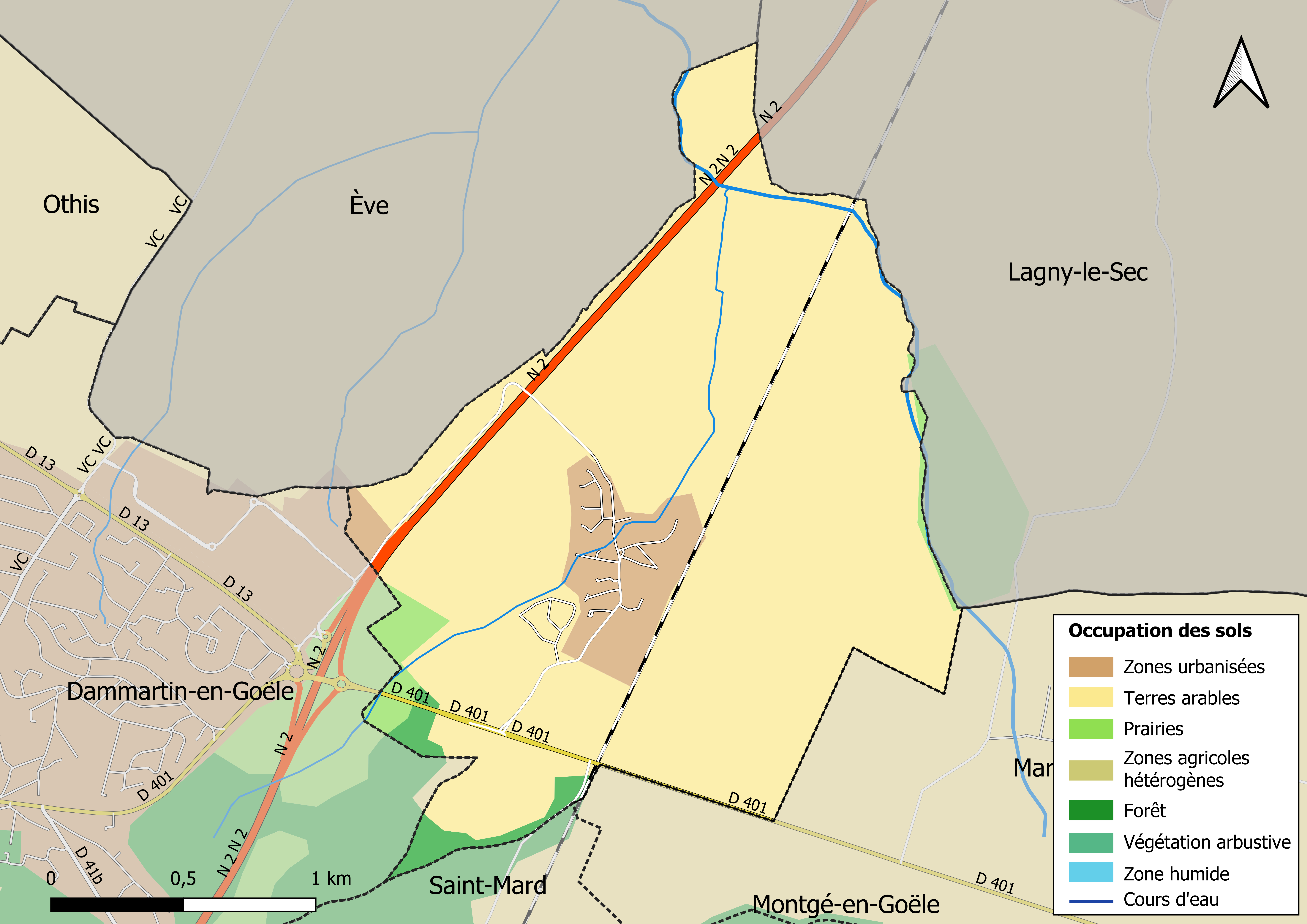
Carte des infrastructures et de l'occupation des sols en 2018 (CLC) de la commune.
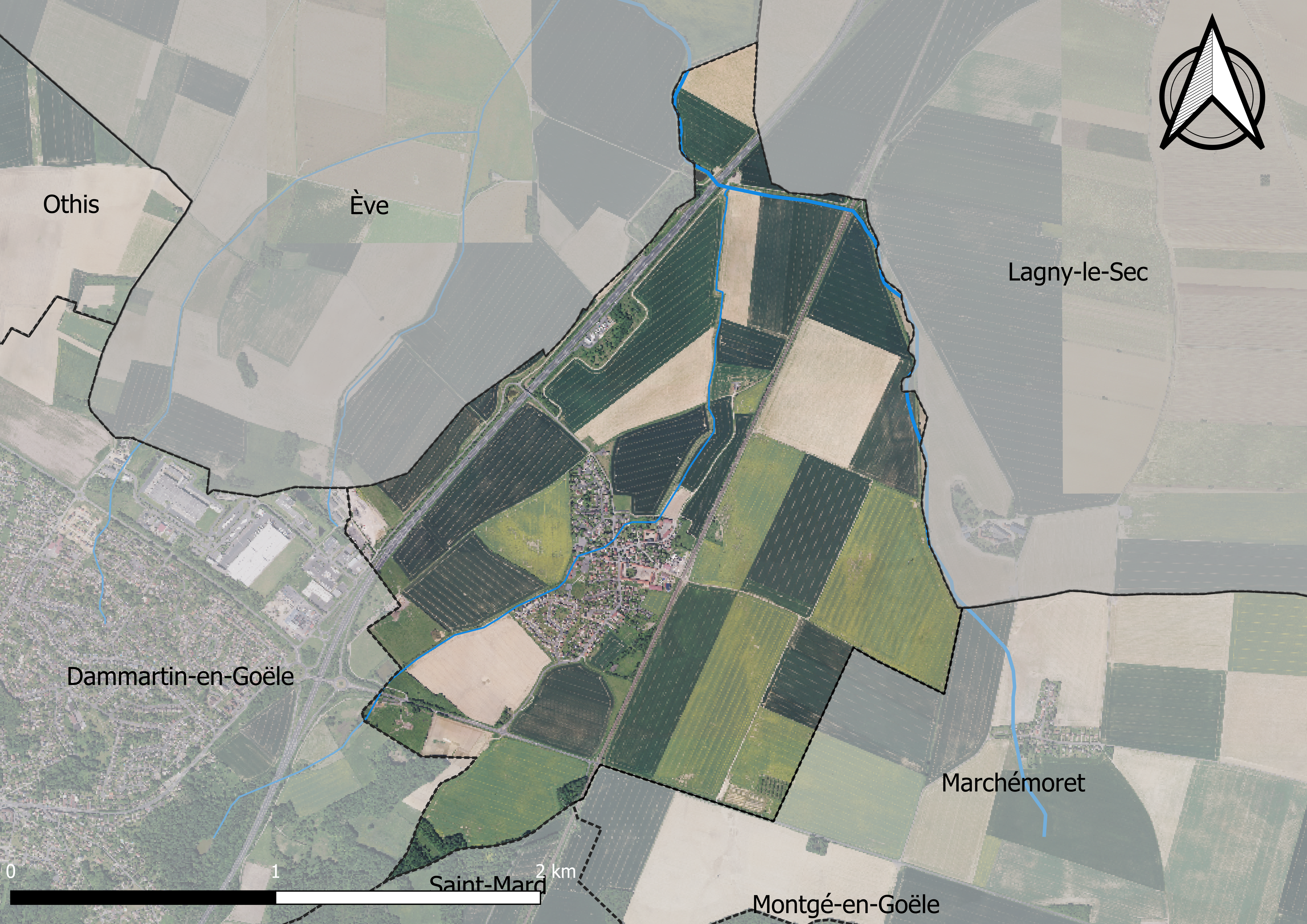
Carte orhophotogrammétrique de la commune.

### Planification
La loi SRU du 13 décembre 2000 a incité les communes à se regrouper au sein d’un établissement public, pour déterminer les partis d’aménagement de l’espace au sein d’un SCoT, un document d’orientation stratégique des politiques publiques à une grande échelle et à un horizon de 20 ans et s'imposant aux documents d'urbanisme locaux, les PLU (Plan local d'urbanisme). La commune est dans le territoire du SCOT Roissy Pays de France, approuvé le 19 décembre 2019 et porté par la communauté d’agglomération Roissy Pays de France.
La commune disposait en 2019 d'un plan local d'urbanisme approuvé. Le zonage réglementaire et le règlement associé peuvent être consultés sur le Géoportail de l'urbanisme.

### Logement
En 2016, le nombre total de logements dans la commune était de 288 dont 99 % de maisons et 1 % d'appartements.
Parmi ces logements, 98,3 % étaient des résidences principales et 5 % des logements vacants.
La part des ménages fiscaux propriétaires de leur résidence principale s'élevait à 89 % contre 11 % de locataires.

### Voies de communication et transports
Située dans le bassin d'emplois de l'aéroport de Roissy Charles-de-Gaulle, la commune est traversée sur son territoire ouest par la nationale 2 qui est le principal axe de communication vers Paris et le département voisin de la Seine-Saint-Denis d'une part et vers le département de l'Oise d'autre part.
En train depuis la gare du nord sur la ligne Transilien K (Paris-Crépy en Valois) descendre à la station Dammartin-Juilly-Saint-Mard qui se situe à 5 minutes de voiture de la commune ou à 15–20 minutes en utilisant les autobus.
Compte tenu de l'évolution démographique du secteur de Dammartin et de la saturation grandissante des infrastructures routières et ferroviaires situées à Saint-Mard, plusieurs communes plaident pour la création d'une nouvelle gare, plus adaptée, sur le territoire de la commune de Rouvres, qui serait rejointe directement par les grands axes (N 2 et RD 401) et éviter le passage (et le stationnement sauvage) dans les centres-villes (exemple de Saint-Mard).

## Toponymie
Le nom de la localité est mentionné sous les formes Rovres en 1185 ; Rouves souz Dempmartin en Gouelle en 1369 ; Rouvre sous Dammartin en  1717 ; Rouvres en 1793 ;  Rouvre-sous-Dammartin en 1801.
Le nom de Rouvres, ancienne villa gauloise, porte son origine celtique et remonte au temps où les druides cueillaient sur le chêne rouvre (robur), le gui sacré au cours de leurs cérémonies religieuses de taurobole.

## Histoire

### Au temps des Gaulois
Les bois sacrés dans lesquels se cueillait le gui, étaient exclusivement composés de cette variété de chênes rouvres. C'était l'arbre préféré des Gaulois parce qu'il leur procurait le gui employé dans toutes les cérémonies religieuses.
Cette conjecture semblerait confirmer par la découverte faite en 1895 d'un assez grand nombre de troncs de chênes enfouis depuis un temps immémorial, dans le lit de l'ancienne mare de Rouvres, qui dans le courant du XVIe siècle était encore environnée de bois, ainsi que le constate le poète Claude GAUCHET dans le récit d'une "Chasse au loup faite le jour Saint-Denis, au bois de Rouvres sous Dammartin, 9 octobre 1582".

### Au Moyen Âge
Le lieu est attesté sous une forme latine : RIVERAE SUB DAMPNUM MARTINUM IN BECA.
Au XIIe siècle existait un château à Othis qui se dénommait la "Grande Maison”. De nombreux souterrains reliaient le château de Dammartin et la maison d'Othis. Un souterrain partait d'Othis pour rejoindre le château de Rouvres. Vers 1860, à l'enterrement de la grand-mère de Marie Dufour, on raconte que lorsque l'on descendit le cercueil dans la fosse, celle-ci s'effondra et le cercueil disparut dans le souterrain d'Orcheux à Rouvres.
Au XVIe siècle, "l 'Ostel du Bois" était à Orcheux une grande maison seigneuriale et une ferme. Ses dépendances se composaient de 72 arpents de terres, prés et bois qui s'étendaient à Rouvres. Rouvres était un prieuré relevant de l'abbaye de Saint-Faron. Le patron de Rouvres est saint Pierre. Il y avait un grenier à sel.

### AuXVIIe
Le 6 septembre 1668, l'église Saint-Pierre de Rouvres est déclarée succursale du prieure curé de Saint-Jean de Dammartin.
Messire Henry Salle, sieur de Berjonville, conseiller du roi et trésorier de France en la généralité de Paris qualifié seigneur de Rouvres en 1662. De son mariage avec Marie Guillard son épouse, ce seigneur eut une fille Marié, qui épousa messire jean Jacques le Mairat de Verville, conseiller du roi au grand conseille, seigneur de Beaumarchais, Gaincourt, Frecquepaix, Othis, Moncrépin et autres lieux.
Un échange de terre fut consenti le 12 novembre 1692 entre ce seigneur et dame de Rouvres avec messire Claude Fornier, seigneur, en partie de Montagny Sainte Félicite, trésorier et grand voyer de France à Paris et Suzanne Guiller, son épouse, héritière en partie du défunt messire Claude Guillier, conseiller du roi et dame Suzanne Tressan, ses père et mère.

### AuXVIIIe
Le 18 janvier 1718, l'église de Rouvres fut détachée définitivement du prieuré cure de Dammartin et érigée en cure distincte et séparée de celle de Saint-Jean de Dammartin, par le cardinal de Bissy.
Les petites fermes disparaissent pour faire place à trois grandes exploitations : une à M. Batard, une à Mme Caubert et une à M. Lhoste.
En 1790, le département de Brie et Gâtinais est créé, avec un nouveau découpage : Rouvres est rattachée à Dammartin.
En 1780 monsieur de Fénelon était seigneur de Rouvres.

### AuXIXe
En 1814, Rouvres fut touchée par l'invasion des Prussiens et des Russes. Les troupes ennemies ravagèrent le village. Les pertes humaines furent nombreuses et ses habitants durent se réfugier dans les bois. De nombreuses batailles se dérouleront jusqu'en 1815.
En 1861, fut inaugurée la ligne de chemin de fer qui passe à Rouvres. En 1870, une ligne de chemin de fer reliait Meaux à Dammartin.
Sous le second Empire, la vie agricole prospère à Rouvres.
Rouvres avait sa rosière dont l'élection était réalisée à la Saint-Médard le 8 juin.

### AuXXe
Construction de la nouvelle église en 1906 dont l'inauguration eut lieu le 09/09/1906. La date de démolition de l'ancienne église reste inconnue..Rouvres vécut à l'heure de la bataille de la Marne. Les 4 et 5 septembre 1914, des combats ont lieu entre le 1er Corps français et les troupes allemandes. Les Français stationnent à Rouvres avant de s'emparer de Saint-Soupplet et de Monthyon. L'avance française piétine.
Le 5 septembre, la bataille fait rage et fait des milliers de morts dont le poète Charles Péguy. Le 7 septembre, à 18 heures, les 600 taxis de la Marne s'alignent dans les rues de Gagny et toute la nuit, vont acheminer des centaines de soldats. Ils passeront par Dammartin, Saint-Mard et Rouvres pour rejoindre Nanteuil- le-Haudouin. Le 10 septembre la bataille de la Marne était terminée.
Le village de Rouvres forme une petite commune qui, selon le recensement de 1982, comportait 461 habitants. Au dernier recensement de 1999, la population était de 604 habitants. Située au bas de la colline de Dammartin-en-Goële, à 3 km de cette ville, à l'angle des routes N 2 Paris/Soissons et D 401 Dammartin-en-Goële/Meaux à une altitude au point le plus bas de 104 mètres à l'emplacement du cimetière et de 125 mètres au point le plus haut appelé le Mont Roland. L'étendue de son territoire est de 414 hectares.

## Politique et administration

### Liste des maires
| Période                                  | Période  | Identité      | Étiquette | Qualité           |
| ---------------------------------------- | -------- | ------------- | --------- | ----------------- |
| Les données manquantes sont à compléter. |          |               |           |                   |
| juin 1995                                | mai 2020 | Franck Lunay  |           | Chef d'entreprise |
| mai 2020                                 | En cours | Eric Journaux |           |                   |

## Équipements et services

### Eau et assainissement
L’organisation de la distribution de l’eau potable, de la collecte et du traitement des eaux usées et pluviales relève des communes. La loi NOTRe de 2015 a accru le rôle des EPCI à fiscalité propre en leur transférant cette compétence. Ce transfert devait en principe être effectif au 1er janvier 2020, mais la loi Ferrand-Fesneau du 3 août 2018 a introduit la possibilité d’un report de ce transfert au 1er janvier 2026,.

#### Assainissement des eaux usées
En 2020, la gestion du service d'assainissement collectif de la commune de Rouvres est assurée par la Communauté d'agglomération Roissy Pays de France pour la collecte, le transport et la dépollution,,.
L’assainissement non collectif (ANC) désigne les installations individuelles de traitement des eaux domestiques qui ne sont pas desservies par un réseau public de collecte des eaux usées et qui doivent en conséquence traiter elles-mêmes leurs eaux usées avant de les rejeter dans le milieu naturel. La Communauté d'agglomération Roissy Pays de France assure pour le compte de la commune le service public d'assainissement non collectif (SPANC), qui a pour mission de vérifier la bonne exécution des travaux de réalisation et de réhabilitation, ainsi que le bon fonctionnement et l’entretien des installations,.

#### Eau potable
En 2020, l'alimentation en eau potable est assurée par la Communauté d'agglomération Roissy Pays de France qui en a délégué la gestion à une entreprise privée, dont le contrat expire le 22 juillet 2021,.

## Population et société

### Démographie
L'évolution du nombre d'habitants est connue à travers les recensements de la population effectués dans la commune depuis 1793. Pour les communes de moins de 10 000 habitants, une enquête de recensement portant sur toute la population est réalisée tous les cinq ans, les populations de référence des années intermédiaires étant quant à elles estimées par interpolation ou extrapolation. Pour la commune, le premier recensement exhaustif entrant dans le cadre du nouveau dispositif a été réalisé en 2005.

En 2022, la commune comptait 1 021 habitants, en évolution de +15,63 % par rapport à 2016 (Seine-et-Marne : +3,92 %, France hors Mayotte : +2,11 %).
| 1793 | 1800 | 1806 | 1821 | 1831 | 1836 | 1841 | 1846 | 1851 |
| ---- | ---- | ---- | ---- | ---- | ---- | ---- | ---- | ---- |
| 128  | 142  | 146  | 152  | 181  | 187  | 195  | 196  | 187  |

| 1856 | 1861 | 1866 | 1872 | 1876 | 1881 | 1886 | 1891 | 1896 |
| ---- | ---- | ---- | ---- | ---- | ---- | ---- | ---- | ---- |
| 172  | 212  | 213  | 195  | 199  | 201  | 188  | 185  | 204  |

| 1901 | 1906 | 1911 | 1921 | 1926 | 1931 | 1936 | 1946 | 1954 |
| ---- | ---- | ---- | ---- | ---- | ---- | ---- | ---- | ---- |
| 188  | 174  | 178  | 181  | 186  | 207  | 209  | 195  | 180  |

| 1962 | 1968 | 1975 | 1982 | 1990 | 1999 | 2005 | 2006 | 2010 |
| ---- | ---- | ---- | ---- | ---- | ---- | ---- | ---- | ---- |
| 161  | 177  | 217  | 461  | 566  | 596  | 612  | 615  | 623  |

| 2015 | 2020 | 2022  | - | - | - | - | - | - |
| ---- | ---- | ----- | - | - | - | - | - | - |
| 877  | 916  | 1 021 | - | - | - | - | - | - |

## Économie
Seule une station Total et quelques artisans sont implantés sur le ressort de la commune. Toutefois, la proximité avec notamment avec les communes de Dammartin-en-Goële et Othis permet de disposer de tous les services et commerces nécessaires.

### Revenus de la population et fiscalité
En 2018, le nombre de ménages fiscaux de la commune était de 278, représentant 869 personnes et la  médiane du revenu disponible par unité de consommation  de 27 160 euros.

### Emploi
En 2017 , le nombre total d’emplois dans la zone était de 50, occupant 467 actifs  résidants.
Le taux d'activité de la population (actifs ayant un emploi) âgée de 15 à 64 ans s'élevait à 79,9 % contre un taux de chômage de 4,6 %. 
Les 15,5 % d’inactifs se répartissent de la façon suivante : 7,1 % d’étudiants et stagiaires non rémunérés, 5,6 % de retraités ou préretraités et 2,8 % pour les autres inactifs.

### Secteurs d'activité

#### Entreprises et commerces
En 2019, le nombre d’unités légales et d’établissements (activités marchandes hors agriculture) par secteur d'activité était de 30 dont 4 dans la construction, 16 dans le commerce de gros et de détail, transports, hébergement et restauration, 3 dans l’Information et communication, 2 dans les activités immobilières, 4 dans les activités spécialisées, scientifiques et techniques et activités de services administratifs et de soutien et 1  était relatif aux autres activités de services.
En 2020, 7 entreprises ont été créées sur le territoire de la commune, dont 5 individuelles.
Au 1er janvier 2021, la commune ne disposait pas d’hôtel et de terrain de camping.

## Culture locale et patrimoine

### Lieux et monuments
- Église Saint-Pierre, début du XXe siècle.